# Лооналайд (остров)
Лооналайд — небольшой остров, расположенный в Балтийском море, у западного побережья Эстонии. Административно остров относится к Сааремаа. Лооналайд находится неподалёку от островов Ноотамаа, Салава и Вилсанди, а также является частью Моонзундского архипелага.

## География
Остров Лооналайд имеет площадь около 1,423 км² и представляет собой типичный низменный остров, характерный для этого региона. Берега Лооналайд преимущественно скалистые с небольшими песчаными участками, а в центре острова находятся лесистые территории. Из-за своей удалённости и относительно маленьких размеров, остров слабо заселён и не имеет постоянных жителей. Высота над уровнем моря составляет всего несколько метров, и из-за этого Лооналайд подвержен влиянию ветров и штормов.

## Природа
Лооналайд— это настоящая природная жемчужина, известная своей уникальной флорой и фауной. Остров является домом для многих видов птиц, что делает его популярным среди орнитологов и любителей наблюдения за птицами. Остров покрыт густой травянистой растительностью, а также кустарниками, среди которых преобладают виды, характерные для побережья Балтийского моря. Лооналайд включён в охраняемую природную зону, являясь частью национального парка Вилсанди, что способствует сохранению его хрупкой экосистемы.

## История
Исторически остров использовался в основном для сезонного выпаса скота местными жителями с соседних островов, таких как Сааремаа. В середине XX века он был временно покинут из-за изменений в сельском хозяйстве. Однако, в последние десятилетия, интерес к Лооналайд вновь возрос, особенно среди экологов и туристов, предпочитающих менее известные и дикие места. Раньше остров назывался Леттенхольм.

## Современное использование
Сегодня Лооналайд остаётся необитаемым островом, но привлекает внимание туристов и исследователей, интересующихся дикой природой и нетронутыми экосистемами. Летом сюда приезжают на небольших лодках любители пеших прогулок и кемпинга. Однако постоянного паромного сообщения нет, и остров остаётся в стороне от массового туризма, что позволяет сохранять его первозданную природу.

## Культурные и исторические аспекты
Несмотря на небольшие размеры и удалённость, Лооналайд упоминался в местных легендах и историях. Местные жители часто рассказывали о духах моря и старинных ритуалах, связанных с защитой от штормов и неурожаев, которые, по преданию, проводились на острове. Некоторые историки также предполагают, что остров мог использоваться как временное убежище для моряков и рыболовов во времена бурных сезонов.